# Horișnie, Mîkolaiiv
Horișnie (în ucraineană Горішнє) este localitatea de reședință a comunei Horișnie din raionul Mîkolaiiv, regiunea Liov, Ucraina.

## Demografie
Componența lingvistică a localității Horișnie
     Ucraineană (99,71%)
     Alte limbi (0,29%)
Conform recensământului din 2001, majoritatea populației localității Horișnie era vorbitoare de ucraineană (99,71%), existând în minoritate și vorbitori de alte limbi.